# The Seeker
The Seeker är en rocklåt komponerad av Pete Townshend, och lanserad som singel av The Who 1970. Låten togs aldrig med på något studioalbum, men inkluderades däremot kort därefter på samlingsalbumet Meaty Beaty Big & Bouncy. I låttexten som rör en person som söker svar och mening nämns Bob Dylan, The Beatles och Timothy Leary.

## Listplaceringar
| Lista (1970)   | Position                              |
| -------------- | ------------------------------------- |
| Frankrike      | 34                                    |
| Kanada         | 21                                    |
| Nederländerna  | 15                                    |
| Storbritannien | 19                                    |
| Sverige        | - (Testad på Tio i topp, ej inröstad) |
| USA            | 44 (Billboard Hot 100)                |
| Vallonien      | 29                                    |
| Västtyskland   | 15                                    |
| Österrike      | 18                                    |